# 钵和州
钵和州，唐朝的羁縻州。
唐高宗龙朔元年（661年）以护密国置钵和州，治所在娑勒色河城（今阿富汗东北部萨尔哈德）。属安西都护府所辖鸟飞州都督府（治今阿富汗巴达赫尚省喷赤堡）。公元8世纪中废，开始归附吐蕃，后来被阿拉伯帝国征服。 